# Maria Szeliga
Maria Mączyńska (nacida Maria Palczak, Rzeszów, 8 de noviembre de 1952) es una deportista polaca que compitió en tiro con arco, en la modalidad de arco recurvo. Ganó dos medallas de plata en el Campeonato Europeo de Tiro con Arco al Aire Libre, en los años 1972 y 1978.

## Palmarés internacional
| Campeonato Europeo al Aire Libre | Campeonato Europeo al Aire Libre | Campeonato Europeo al Aire Libre | Campeonato Europeo al Aire Libre |
| Año                              | Lugar                            | Medalla                          | Prueba                           |
| -------------------------------- | -------------------------------- | -------------------------------- | -------------------------------- |
| 1972                             | Walferdingen (Luxemburgo)        | Medalla de plata                 | Equipo                           |
| 1978                             | Stoneleigh (Reino Unido)         | Medalla de plata                 | Equipo                           |